# Craig T. Nelson

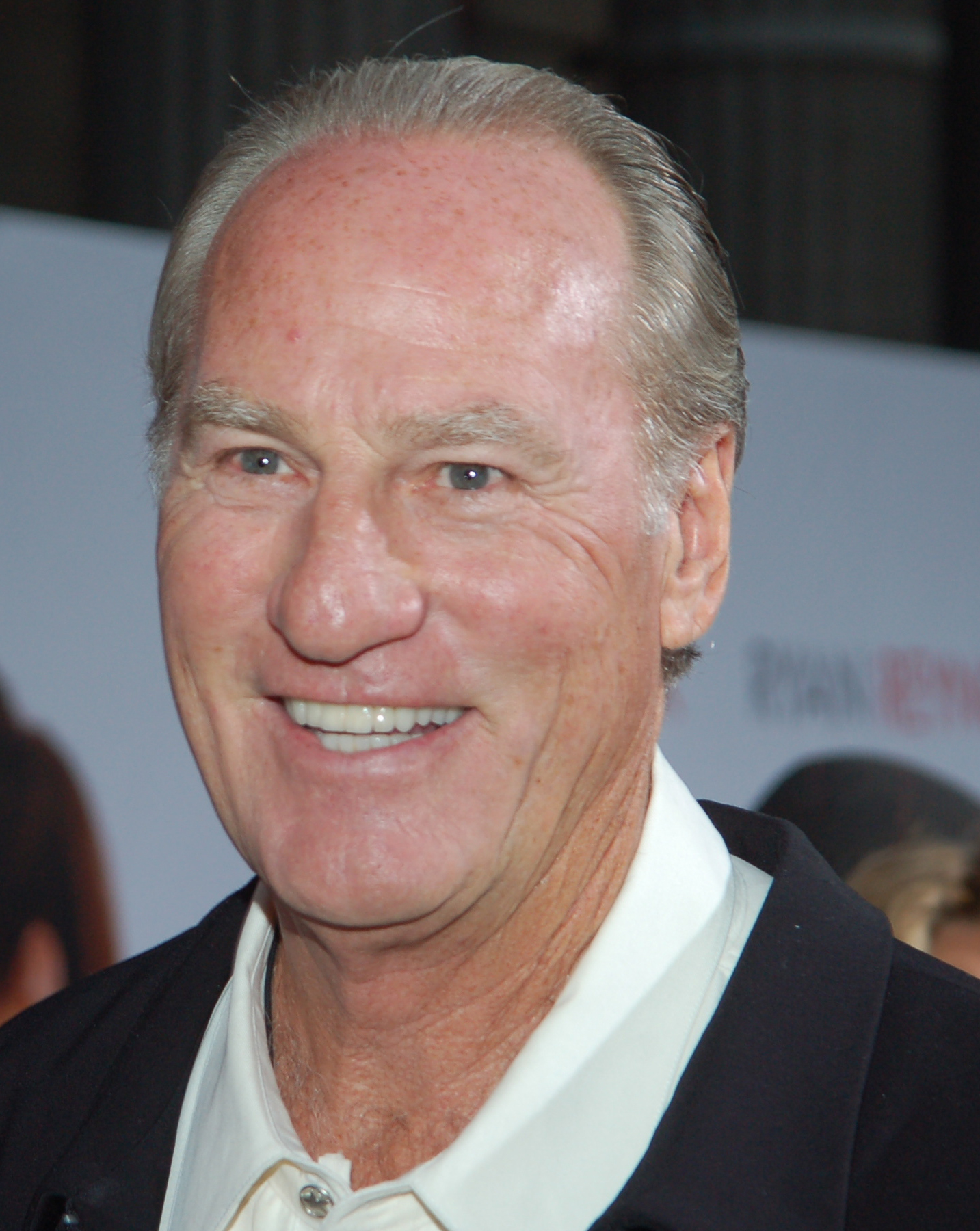
Craig T. Nelson 2009.

Craig Theodore Nelson, född 4 april 1944 i Spokane i Washington, är en amerikansk skådespelare. Nelson lade till T:et som en mellaninitial för att inte blandas ihop med skådespelaren Craig Richard Nelson.

## Biografi
Craig T. Nelson är en före detta radiounderhållare och ståuppkomiker, vän med bland andra manusförfattaren och regissören Barry Levinson. Han debuterade på film 1979 i Och rättvisa åt alla, skriven av Valerie Curtin och Levinson.
Bland hans kända roller märks dels två TV-serie-roller, i komediserien Coach (1989–1997) och som polischef Jack Mannion i polisdramat The District (2000–2004), dels som Steve Freeling i rysaren Poltergeist (1982) och dels som originalrösten till Bob Parr/Mr. Incredible i Pixars Superhjältarna (2004) och Superhjältarna 2 (2018).

### Privatliv
Nelson är gift med Doria Cook-Nelson sedan 1987. Han var tidigare gift med Robin McCarthy åren 1965–1982, i äktenskapet föddes tre barn. 

## Filmografi i urval
- 1979 – ...och rättvisa åt alla
- 1980 – Tjejen som gjorde lumpen
- 1980 – Dårfinkarna
- 1982 – Poltergeist
- 1983 – Ta chansen!
- 1984 – Dödens fält
- 1986 – Poltergeist II - Den andra sidan
- 1988 – Action Jackson
- 1989 – Turner & Hooch
- 1989 – Troop Beverly Hills
- 1989–1997 – Coach (TV-serie) (199 avsnitt)
- 1996 – Skuggor från det förflutna
- 1997 – Djävulens advokat
- 2000 – The Skulls
- 2000–2004 – The District (TV-serie) (89 avsnitt)
- 2003 – Shade
- 2004 – Superhjältarna (röst)
- 2005 – Välkommen till familjen
- 2007 – Blades of Glory
- 2009 – The Proposal
- 2010 – The Company Men
- 2010–2015 – Parenthood (TV-serie) (103 avsnitt)
- 2015 – Get Hard
- 2015 – Grace and Frankie (TV-serie)
- 2016 – Gold
- 2018 – Superhjältarna 2 (röst)
- 2023 – Book Club: The Next Chapter